# ダイハツ・K3型エンジン
ダイハツ・K3型エンジンは、ダイハツ工業、およびインドネシアのアストラ・ダイハツ・モーター（アストラ・トヨタ・モーター）がかつて製造していた鋳鉄ブロックを用いた水冷直列4気筒ガソリンエンジンの系列である。

## 概要
2000年5月、ストーリア、およびそのOEM車のトヨタ・デュエットに搭載されたのが初出。
水冷直列4気筒DOHC16バルブ。排気量は1.3 L のみのラインナップとなる。ダイハツが開発・生産を担当したトヨタ向けガソリンエンジン、SZ型からの派生型であり、同じ1.3 L の2SZ-FEとはクランクシャフトを共有する兄弟機であるが、シリンダーヘッドとシリンダーブロックはそれぞれ別のものを使用しており、SZ型と同様のフロントへの横置きだけでなく、ダイハツ車のラインナップに合わせ、フロントへの縦置きやキャブオーバー型車への搭載も考慮された設計となっている。
K3型を含むSZ系列の鋳鉄製シリンダーブロックは、ボアピッチ78 mm、クローズドデッキ構造で、鋳型を常温で触媒ガスによって硬化させる熱歪みの少ない鋳造技術（コールドボックス法）を用い、公差を縮小することでボア付近をも3 mm まで薄肉化するなどにより小型軽量化を実現している。
なお、2021年（令和3年）9月現在の時点において日本国外向け専用のK3-DEのみ、インドネシア（アストラ・ダイハツ・モーター）で現地製造されていたが同年11月、同社のセニアが3代目にフルモデルチェンジしたのに伴い、名実共にK3型エンジンは製造終了となった。

## 派生
K3-VEをベースに排気量を1.5Lにアップした3SZ-VE（海外向けはKSZ-VE）、K3-VETをベースに排気量を1.0LにダウンしたKJ-VETが存在する。

## 系譜
- HC型（1988年）→K3型（2000年）→1NR型（2009年）→WA型（2021年、これより1.2L・直列3気筒）

## バリエーション

### K3-DE
DOHC16バルブ・EFI・NA
- 排気量：1.297 L
- ボア×ストローク：72.0×79.7 (mm)
- 圧縮比：10.0
- 出力：66 kw (88 PS) / 6,000 rpm
- トルク：114 Nm (11.7 kgm) / 4,400 rpm

<搭載車種>
- セニア（初代のみ、インドネシア専売車種）
- グランマックスMB/PU（インドネシア専売車種）

### K3-VE
DVVT付DOHC16バルブ・EFI・NA
- 排気量：1.297 L
- ボア×ストローク：72.0×79.7 (mm)
- 圧縮比：10.0
- 出力：68 kw (90 PS) / 6,000 rpm（bB・クー・デックス、ブーン・パッソおよびセニアは92 PS）
- トルク：123 Nm (12.6 kgm) / 4,400 rpm（bB・クー・デックスおよびブーン・パッソは12.5 kgm、セニアは11.9 kgm）

<搭載車種>
- ストーリア
  - トヨタ・デュエット
- テリオス
  - トヨタ・キャミ
- YRV
- アトレー7
  - トヨタ・スパーキー
- ブーン（初代のみ）
  - トヨタ・パッソ（初代のみ）
- クー
  - トヨタ・bB（2代目のみ）
  - スバル・デックス
- コペン（初代の輸出仕様）
- セニア（インドネシア専売車種）
  - トヨタ・アバンザ（インドネシア専売車種）

### K3-VE2
DVVT付DOHC16バルブ・EFI・NA
- 排気量：1.297 L
- ボア×ストローク：72.0×79.7 (mm)
- 圧縮比：11.0
- 出力：81 kw (110 PS) / 7,000 rpm
- トルク：126 Nm (12.8 kgm) / 4,400 rpm
- 無鉛プレミアムガソリン仕様

<搭載車種>
- ストーリア
  - トヨタ・デュエット

### K3-VET
DVVT付DOHC16バルブ・EFI・インタークーラーターボ
- 排気量：1.297 L
- ボア×ストローク：72.0×79.7 (mm)
- 圧縮比：8.5
- 出力：103 kw (140 PS) / 6,400 rpm
- トルク：177 Nm (18.0 kgm) / 3,200 rpm

<搭載車種>
- テリオス
  - トヨタ・キャミ
- YRV